# The Pirate Bay
The Pirate Bay (afgekort TPB) is een website die torrentlinks indexeert. Volgens Alexa stond de website in maart 2013 op plaats 73 van de meest bezochte websites ter wereld. In december 2014 ging de Pirate Bay een paar maanden offline nadat de Zweedse politie tijdens een inval een groot aantal servers van de website in beslag nam.

## Geschiedenis
De website werd in 2003 opgericht door de Zweedse anti-auteursrechtenorganisatie Piratbyrån (Piraterijbureau). In oktober van datzelfde jaar splitste de website zich af van die organisatie en werd het zelfstandig. De servers van de website worden via cloudhosting aangeboden, via loadbalancers wordt de site gehost bij meerdere cloudhosters, zonder dat die weten dat ze The Pirate Bay hosten.
Op 31 mei 2006 werden enkele servers van Pirate Bay in beslag genomen na een inval van de Zweedse politie, vanwege een verdenking van schenden van auteursrechten. Ondanks de inbeslagname van de servers kwam de website op 3 juni alweer online, deze keer vanuit Nederland. Volgens een Zweedse krant was de reden dat The Pirate Bay later in 2006 toch weer terugkeerde naar Zweden, dat het Ministerie van Justitie druk had gezet op de medewerkers.
Op 17 november 2009 kondigden de beheerders van The Pirate Bay aan dat ze hun tracker offline hadden gehaald omdat DHT ver genoeg ontwikkeld was. Het torrentverkeer zou volledig gedecentraliseerd kunnen werken.
In navolging van het offline halen van de tracker is The Pirate Bay op 29 februari 2012 volledig overgegaan op het gebruik van magnet-links als standaard. Als gevolg van het overgaan op magnet links daalde de benodigde bandbreedte voor The Pirate Bay met meer dan dertig procent.
Op 9 december 2014 haalde de Zweedse politie The Pirate Bay offline tijdens een inval in een datacenter in Stockholm.
Op 31 januari 2015 verscheen er een afgeslankte versie van The Pirate Bay weer online. In mei 2015 oordeelde een Zweedse rechtbank dat de domeinnaam thepiratebay.se offline gehaald moest worden. Als reactie verplaatste The Pirate Bay de website als een hydra (wat wordt afgenomen komt dubbel terug) naar meerdere domeinnamen: .gs, .la, .vg, .mn en .gd. In december 2015 werden al deze domeinnamen door hun registrar uitgeschakeld. Op dat moment en anno 2017 werken de .se en .org domeinen nog steeds, deze waren nooit offline gehaald.

### Blokkade
Verschillende Europese landen verplichten providers om klanten de toegang tot de Pirate Bay te ontzeggen als maatregel tegen inbreuk op het auteursrecht. De effecten van dit soort blokkades worden echter betwist: de meeste blokkades van de Pirate Bay gebeuren op DNS-niveau en zijn daarom eenvoudig te omzeilen via alternatieve DNS-servers, zoals die van Google of OpenDNS. Ook bestaan er ontelbare proxywebsites die naar The Pirate Bay leiden.
Uit een Amerikaans onderzoek gericht op de impact van filmpiraterij vóór de release op de box-office-inkomsten, blijkt dat een blokkade zeer effectief is, terwijl uit ander onderzoek juist het tegenovergestelde blijkt. De blokkade die in Nederland gold werd door het Gerechtshof in Den Haag ongedaan gemaakt, maar is na een uitspraak van de voorzieningenrechter op 22 september 2017 weer actief bij de providers XS4ALL en Ziggo. Op 12 januari 2018 voegde de rechtbank Midden-Nederland daar met een voorlopige blokkering vijf providers aan toe, te weten: KPN, T-Mobile Nederland, Tele2, ZeelandNet en CAIW.
De internetproviders zijn verplicht zich te houden aan de uitspraak van de rechter. Doen zij dat niet, dan krijgen ze een boete van 10.000, verhoogd met 2.000 euro per dag. De boete kan uiteindelijk oplopen tot een miljoen euro.